# دو وين شيو

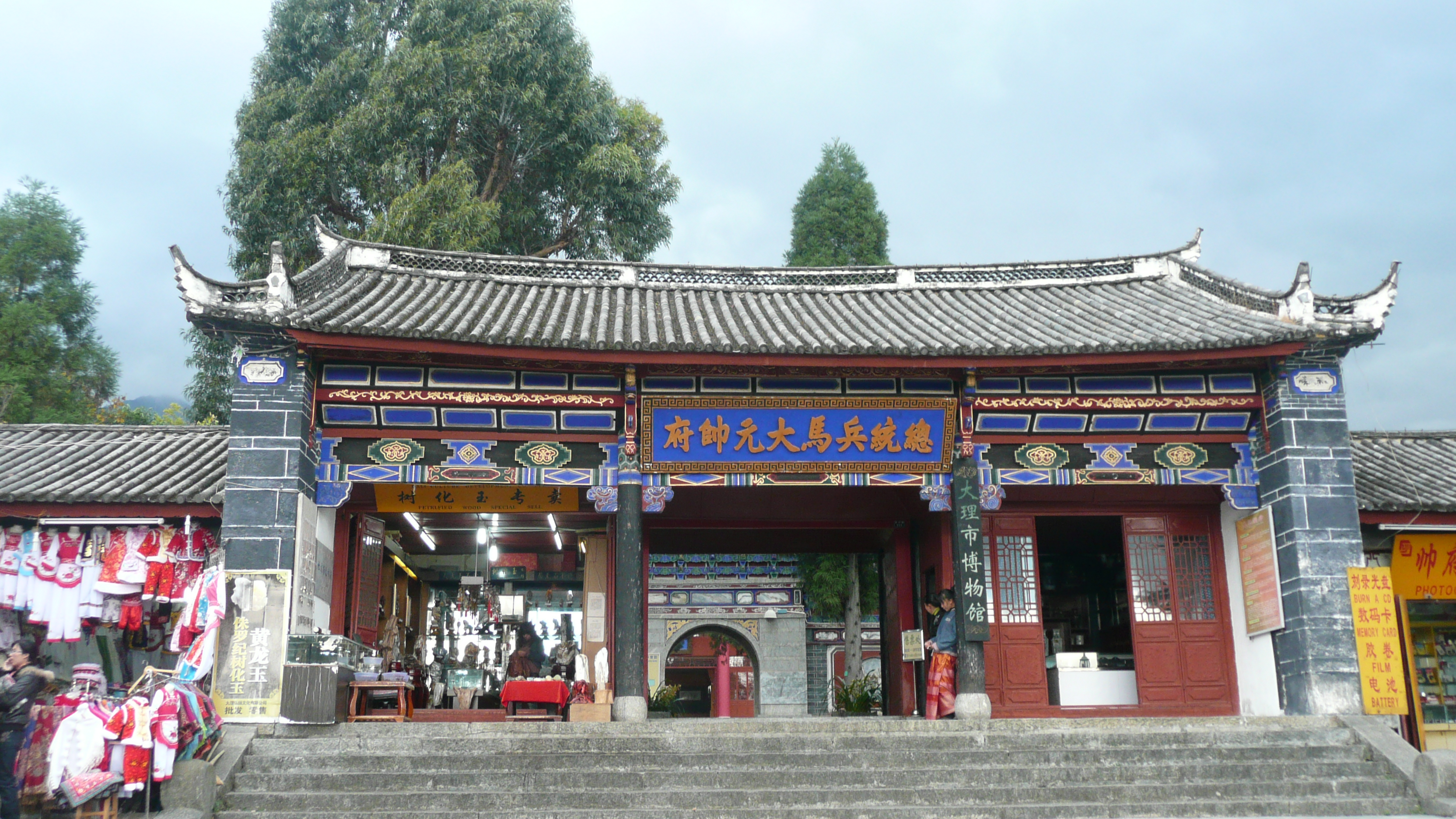
مقر قيادة دو وين شيو في دالي، وهو الآن متحف مدينة دالي.

دو وين شيو (بالصينية: 杜文秀) ‏ (1823–1872) قائد مسلم صيني قاد تمرد بانثاي ضد حكم أسرة تشينغ في الصين. ولد دو وين شيو في باوشان لأسرة من الهان اعتنقت الإسلام. اسمه الأصلي كان يانغ شيو، كما لقّب نفسه بلقب «سلطان دالي» الذي حمله لمدة 16 سنة قبل أن يقطع جنود أسرة تشينغ رأسه بعد ابتلاعه كرة من الأفيون، ودُفن جسده في شيادو.
بدأ التمرد بعد أن أوقعت السلطات المنتمية لعرقية مانشو مذابح بين السكان من عرقية هوي. استخدم دو الخطب البلاغية لحشد السكان على التمرد ضد أسرة تشينغ، ودعى الهان للانضمام إلى هوي لإنهاء حكم أسرة تشينغ المانشوية بعد 200 سنة من الحكم. كما دعى دو القائد الهويي المسلم ما رولونغ للمشاركة في طرد أسرة تشينغ و«استعادة الصين». ونظرًا لحربه ضد ظلم المانشو، أصبح دو بطلاً عند المسلمين، بينما انشق ما رولونغ وانضم إلى صفوف جيش أسرة تشينغ، واستطاع دو شنّ عدة هجمات على كونمينغ.
في سنة 1856 م في كونمينغ، ذُبح 3,000 مسلم على مرأى ومسمع من الحاكم الذي كان ينتمي للمانشو، فقاد دو وين شيو مسلمي الهوي والصينيين من عرقية الهان ضد أسرة تشينغ. وجّهت أسرة تشينغ قوات بقيادة ما رولونغ لقتال دو وين شيو، كما انضم العالم المسلم ما ديشين لتلك القوات ودعى المسلمين للانضمام إليها. جعل دو وين شيو مدينة دالي عاصمة له، واستمر تمرده حتى سنة 1873 م. تعد الحكومة الصينية المعاصرة اليوم دو وين شيو بطلاً من أبطال الصين.
سمح دو وين شيو في سلطنته بممارسة الإسلام والكونفشيوسية والوثنية بحُريّة، كما منح الهان ثلث المناصب العسكرية، ومعظم المناصب المدنية.